# Ligne 4 du tramway de Szeged
Pour les articles homonymes, voir Ligne 4.
La ligne 4 du tramway de Szeged circule entre Tarján et Kecskés. 